# Nguyên tắc định giá chi phí trung bình
Nguyên tắc định giá chi phí trung bình là một trong những cách chính phủ điều tiết một thị trường độc quyền. Các nhà độc quyền có xu hướng sản xuất ít hơn số lượng tối ưu đẩy giá lên cao. Chính phủ có thể sử dụng giá chi phí trung bình như một công cụ để điều chỉnh giá mà các nhà độc quyền có thể tính phí.
Định giá chi phí trung bình buộc các nhà độc quyền giảm giá đến nơi tổng chi phí trung bình (ATC) của công ty giao với đường cầu thị trường. Hiệu ứng trên thị trường sẽ là:
- Tăng sản lượng và giảm giá.
- Tăng phúc lợi xã hội (phân bổ nguồn lực hiệu quả).
- Tạo lợi nhuận bình thường cho nhà độc quyền (Giá = ATC) * [1]